# Saurostomus
Saurostomus är ett utdött släkte av förhistoriska benfiskar som levde under äldre jura (Toarcian epok).